# Davor Bajsić
Davor Bajsić (Osijek, 4. siječnja 1974.) bivši je hrvatski nogometaš, danas nogometni trener.